# Sant Jordi d'Ardenya
Sant Jordi d'Ardenya és una església barroca de la Riera de Gaià (Tarragonès) inclosa a l'Inventari del Patrimoni Arquitectònic de Catalunya.

## Descripció
L'església de Sant Jordi d'Ardenya és un petit edifici de maçoneria amb carreus a les cantonades.
Té tres naus en planta i la capçalera és plana. Es cobreix amb volta de canó amb llunetes a la nau central i amb volta d'aresta als laterals.
La façana és barroca però d'estil senzill i popular.